# کیمی رابرتسون
کیمی رابرتسون (انگلیسی: Kimmy Robertson؛ زادهٔ ۲۷ نوامبر ۱۹۵۴) یک هنرپیشه اهل ایالات متحده آمریکا است.
از فیلم‌ها یا برنامه‌های تلویزیونی که وی در آن نقش داشته است می‌توان به توئین پیکس: با من بر آتش برو، به مامان نگو پرستار بچه مرده و عزیزم، بچه‌ها را کوچک کردم اشاره کرد.